# 张昇 (惠安伯)
张昇（1379年—1441年），字叔晖，河南承宣布政使司永城县人，明朝政治人物、外戚。

## 生平
明仁宗张皇后之季兄（明史中誤載為其弟），父亲张麒，母親仝氏，兄长张旭、张昶。
随从明成祖起兵靖难，以守北平之功，授义勇卫千户，历羽林卫前指挥佥事。永乐十二年（1414年），随明成祖北征蒙古。明仁宗即位，任大舅子为后军都督府都督同知。宣德四年（1429年），明宣宗特许舅舅张昇参与朝中大政议决，宣德九年（1434年）明宣宗北征，命他掌管都督府事，留守京师。明英宗即位，太皇太后令他不得参与朝政，杨士奇称他贤能。
明英宗正统五年（1440年），封惠安伯，赐诰券，子孙世袭。次年，得病去世，终年六十三岁。
张昇历事四朝，身居显官，能自尊自爱。每遇大事，倾听大家的建议。